# K2-300
K2-300, EPIC 206032309 — одиночная звезда в созвездии Водолея на расстоянии приблизительно 527 световых лет (около 162 парсек) от Солнца.
Вокруг звезды обращается, как минимум, одна планета.

## Характеристики
K2-300 — красный карлик спектрального класса M2V. Масса — около 0,363 солнечной, радиус — около 0,37 солнечного, светимость — около 0,016 солнечной. Эффективная температура — около 3572 К.

## Планетная система
В 2019 году командой астрономов, работающих с фотометрическими данными в рамках проекта Kepler K2, было объявлено об открытии планеты K2-300 b.